# Arrowtown
Arrowtown är en tidigare guldgrävarstad i Nya Zeeland. Staden ligger i Otagoregionen på Sydön inte långt från Queenstown.
Staden växte under 1800-talet, under den så kallade guldgrävartiden, till en stad med mer än 7 000 invånare, varav flera av invånarna var från andra världsdelar. I staden bodde många asiater. Arrowtown blev huvudstad i ett större samfund som bestod av de nya städerna Macetown, Skippers och Bullendale. Dessa samhällen försvann under tiden och är idag endast spökstäder. Idag återfinns endast några få hus av det som en gång fanns i städerna.
Då guldet tog slut eller försvann, försvann också invånarna från staden och idag bor här cirka 2 000 invånare. Staden är ett turistmål och i Arrowtown finns bland annat historiska byggnader som är välbevarade.